# Abava
De Abava is een rivier in Letland en de grootste zijrivier van de Venta. Ze stroomt door de districten Tukums, Talsi en Kuldīga. De helft van de vallei is bebost.
De vallei van de Abava was kandidaat voor opname in de lijst van UNESCO-werelderfgoed.

## Kenmerken van de rivier
De Abava ontspringt bij het moeras van Lestene, op de oostkant van de Oostelijke Hooglanden, op een hoogte van 54 meter boven zeeniveau. De bovenloop van de Abava is rechtgetrokken en vloeit in noordelijke richting. Bij Kandava draait ze naar het westen en volgt een meanderend parcours. Het totale verval is 51 meter. De rivier heeft een aantal dolomietstroomversnellingen met een snelheid van 2 m/s. De tweedegrootste waterval in Letland, de Abava-waterval (Lets: Abavas rumba) ligt op deze rivier.

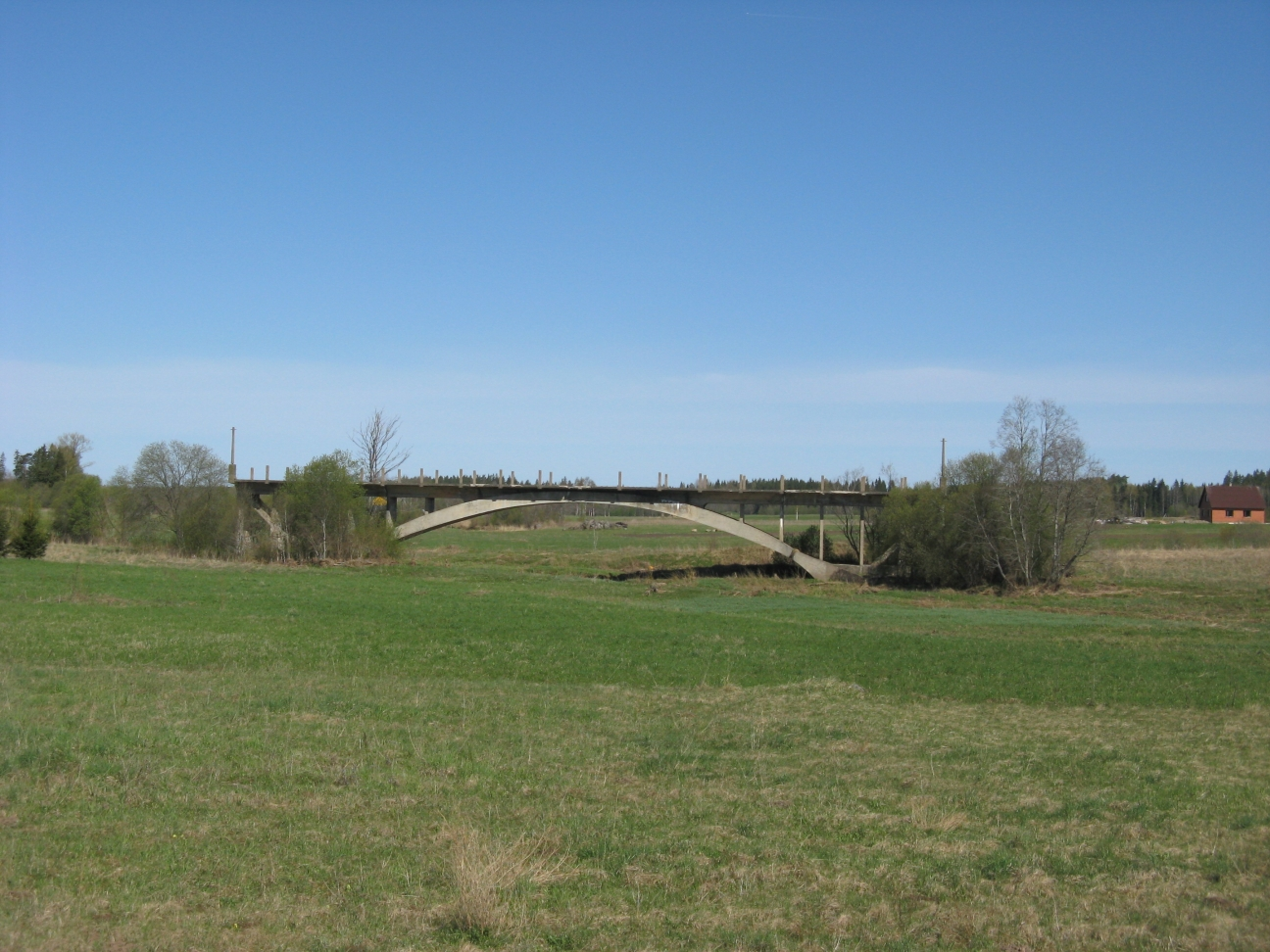
De 'brug naar nergens'.

Over de Abava ligt, in het dorp Irlava, nabij Sāti, een merkwaardige, 55 meter lange, "brug naar nergens" (Tilts uz nekurieni). Ze werd gebouwd als onderdeel van een geplande spoorlijn Tukums-Kuldīga. De bouw van de spoorlijn echter werd onderbroken door de Tweede Wereldoorlog. Tijdens de Duitse bezetting van Letland gedurende de Tweede Wereldoorlog waren er plannen de spoorlijn af te bouwen, maar dat is nooit gebeurd.
- Nationale Bibliotheek van Letland: 000051363
- Virtual International Authority File: 236151590